# Abronia reidi
Abronia reidi (абронія Ріда) — вид веретільницеподібних ящірок родини веретільницевих (Anguidae). Ендемік Мексики.

## Поширення і екологія
Абронії Ріда відомі з типової місцевості, розташованої на горі Сан-Мартін в горах Сьєрра-де-лос-Тустлас в штаті Веракрус, на висоті 1637 м над рівнем моря. Вони живуть в гірських тропічних і хмарних лісах. Ведуть деревний спосіб життя.